# Iñaki Mallona Txertudi
Iñaki Mallona Txertudi CP (* 1. Juli 1934 in Frúniz, Bizkaia, Autonome Gemeinschaft Baskenland; † 3. Mai 2021 in Arecibo, Puerto Rico) war ein spanischer Ordensgeistlicher und römisch-katholischer Bischof von Arecibo. Er war Präsident der Puerto-ricanischen Bischofskonferenz.

## Leben
Iñaki Mallona Txertudi trat der Ordensgemeinschaft der Passionisten bei und legte am 23. Juli 1950 in Angosto die Profess ab. Er empfing am 27. März 1956 in Rom die Priesterweihe.
Papst Johannes Paul II. ernannte ihn am 14. Dezember 1991 zum Bischof von Arecibo. Der Papst persönlich spendete ihm am 6. Januar des nächsten Jahres die Bischofsweihe; Mitkonsekratoren waren Giovanni Battista Re, Substitut des Staatssekretariates, und Josip Uhač, Sekretär der Kongregation für die Evangelisierung der Völker. Die Amtseinführung im Bistum Arecibo fand am 25. Januar des nächsten Jahres statt. Von 1994 bis 1997 war Iñaki Mallona Txertudi zudem Präsident der Puerto-ricanischen Bischofskonferenz (CEP).
Am 24. September 2010 nahm Papst Benedikt XVI. seinen altersbedingten Rücktritt an.